# Mare aux Hippopotames (Burkina Faso)
Pour les articles homonymes, voir Mare aux Hippopotames.
La Mare aux Hippopotames est une forêt classée du Burkina Faso créée le 26 mars 1937 (arrêté n° 836 SE), située dans la région des Hauts-Bassins, province de Houet, à une soixantaine de kilomètres de la ville de Bobo-Dioulasso. Elle est reconnue par l'Unesco en tant que réserve de biosphère depuis 1986. Elle compte une soixantaine d'hippopotames.
L'aire protégée possède plusieurs zones humides, inondées en partie par la Volta Noire. Ainsi, elle est reconnue en tant que site Ramsar depuis le 27 juin 1990.
Le site est également inscrit sur la liste indicative au patrimoine mondial de l'Unesco sous le nom de réserve de Biosphère de la Mare aux Hippopotames de Bala.
La réserve est gérée par une association de villageois, l’Association villageoise de Gestion des Ressources et de la Faune (AGEREF).

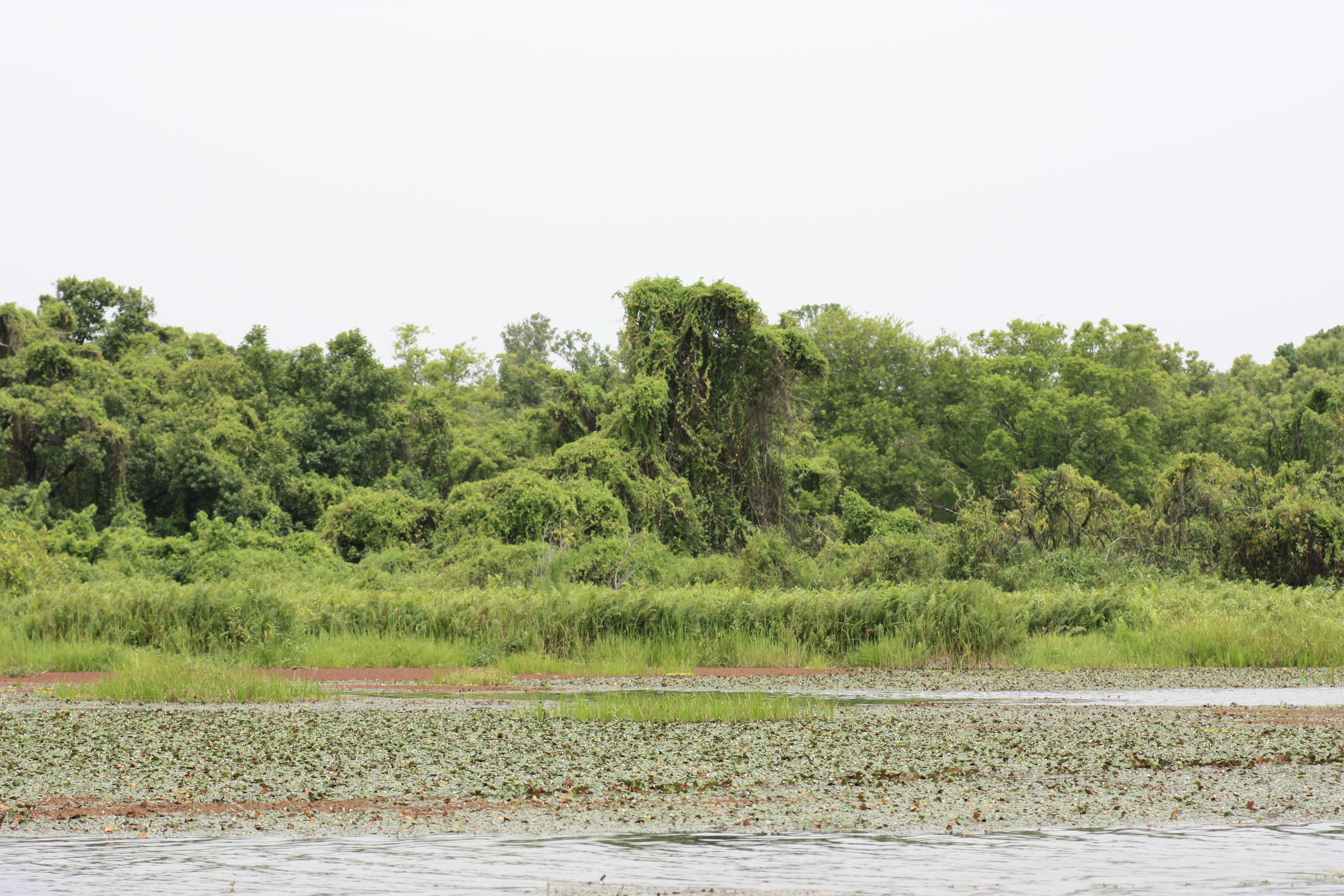
Vue de la réserve de biosphère